# Pitcairnia filifera
Pitcairnia filifera är en gräsväxtart som beskrevs av Lyman Bradford Smith och Harry Edward Luther. Pitcairnia filifera ingår i släktet Pitcairnia och familjen Bromeliaceae.
Artens utbredningsområde är Peru. Inga underarter finns listade i Catalogue of Life.